# Acicula corcyrensis
Acicula corcyrensis ist eine auf dem Land lebende Schnecke aus der Familie der Mulmnadeln (Aciculidae) in der Ordnung der Architaenioglossa („Alt-Bandzüngler“).

## Merkmale
Das spindelförmige bis sehr schlank kegelförmige Gehäuse ist 2,6 bis 4,5 mm hoch und 1,1 bis 1,55 mm breit. Es hat 5 bis 6¾ nur schwach gewölbte Umgänge mit einer flachen Naht. Die regelmäßig zunehmenden Windungen zeigen unterhalb der Naht eine schwache Kante, die aber auch fehlen kann. Der Protokonch ist glatt, darauf folgt eine unregelmäßige, radiale Rillenstreifung, die sukzessiv kräftiger wird. Auf dem vorletzten Umgang sind 20 bis 31 Rillen vorhanden. Die Mündung steigt am vorletzten Umgang an und ist basal leicht erweitert. In der Frontalansicht ist sie schief birnenförmig, am oberen Ende spitz auslaufend. Der Mündungsrand ist in der Mitte leicht nach vorne gewölbt. Unter der Naht ist meist ein sehr kleiner Sinulus ausgebildet. Der Mundsaum ist innen merklich verdickt. Er ist im Nabelbereich umgeschlagen und legt sich als schmaler Nabelkallus über den Nabel. Die Angularis kann vorhanden sein, aber auch fehlen. Der Parietalkallus ist nach vorn scharf begrenzt. Der Nackenwulst zieht von der Naht der letzten Windung bis kurz hinter dem Mündungsrand; er ist basal besonders kräftig ausgebildet. Das Gehäuse ist rotbräunlich bis weißlich hornfarben.

### Ähnliche Arten
Das Gehäuse von Acicula benoiti ist schlanker, hellbraun, hat einen etwas spitzeren Apex und eine weniger dichte Rillenstreifung. Die Gestreifte Mulmnadel (Acicula lineata) hat einen schmaleren Apex und einen nur schwach ausgeprägten Nackenwulst. Acicula hausdorfi und Acicula multilineata besitzen viel dichter stehende Radialrillen.

## Geographische Verbreitung
Das Verbreitungsgebiet der Art umfasst die Ionischen Inseln Korfu, Ithaki, Kefalonia und Zakynthos, ein kleines Gebiet auf dem Festland Griechenlands (Ätolien-Akarnanien) und eine Lokalität (Mani-Halbinsel) auf dem südlichsten Zipfel des Peloponnes.

## Taxonomie
Das Taxon wurde 1883 von Oskar Boettger als Acme lineata Hartm. var. Corcyrensis erstmals beschrieben. Ein jüngeres Synonym ist Acme reitteri O. Boettger, 1883. Das Taxon wurde in der Vergangenheit als Varietät und auch als Unterart der Gestreiften Mulmnadel aufgefasst. Boeters et al. (1989) behandeln sie als eigenständige Art; dieser Auffassung folgt auch die Fauna Europaea.
Hans D. Boeters, Edmund Gittenberger und Péter Subai fanden auf den einzelnen Inseln leicht unterschiedliche Populationen, die in Größe, Farbe, Ausbildung oder Nichtausbildung einer Kante unter der Naht und in der Ausbildung des Nackenwulstes leicht differieren. Sie betonen jedoch, dass einer Untergliederung in Unterarten nicht möglich ist.

## Belege

### Online
- Animal Base: Species summary for Acicula corcyrensis (O.Boettger, 1883)
- Acicula corcyrensis in der Roten Liste gefährdeter Arten der IUCN 2013.2. Eingestellt von: Vardinoyannis, K. & Triantis, K., 2010. Abgerufen am 13. Februar  2014.